# Pedro Pablo León
Pedro Pablo León García (ur. 26 marca 1943 w Limie, zm. 9 maja 2020 tamże) – piłkarz peruwiański grający podczas kariery na pozycji napastnika.

## Kariera klubowa
Pedro Pablo León karierę piłkarską rozpoczął w 1966 roku w klubie Alianza Lima. Z Alianzą trzykrotnie zdobył mistrzostwo Peru w 1962, 1963 i 1965. Indywidualnie León w 1963 i 1967 był królem strzelców ligi peruwiańskiej. W 1971 wyjechał do Ekwadoru do zespołu Barcelona SC. Z Barceloną zdobył mistrzostwo Ekwadoru w 1971. W 1973 powrócił do Alianzy, w której zamknął swój bilans gier w jej barwach na 227 meczach i 104 strzelonych bramkach.
W kolejnych czterech latach był zawodnikiem Juan Aurich Chiclayo, Uniónu Tumán i Municipalu Lima. W 1978 wyjechał do Wenezueli, gdzie w 1980 zakończył piłkarską karierę w klubie Galicia Maracay.

## Kariera reprezentacyjna
W reprezentacji Peru León zadebiutował 10 marca 1963 w przegranym 0-1 meczu w Copa América z Brazylią. Na turnieju Boliwii wystąpił we wszystkich sześciu meczach z Brazylią, Argentyną, Ekwadorem (bramka), Boliwią (bramka), Kolumbią i Paragwajem.
W 1970 uczestniczył w mistrzostwach świata. Na turnieju w Meksyku Peru odpadło w ćwierćfinale, a León wystąpił we wszystkich czterech meczach z Bułgarią, Marokiem, RFN oraz Brazylią.
Ostatni raz w reprezentacji wystąpił 28 marca 1973 w wygranym 1-0 towarzyskim meczu z Paragwajem.
Od 1963 do 1973 León rozegrał w reprezentacji Peru 49 spotkań, w których zdobył 15 bramek.